# Torneo Godó 2005 - Qualificazioni singolare
Le qualificazioni del singolare  del Torneo Godó 2005 sono state un torneo di tennis preliminare per accedere alla fase finale della manifestazione. I vincitori dell'ultimo turno sono entrati di diritto nel tabellone principale. In caso di ritiro di uno o più giocatori aventi diritto a questi sono subentrati i lucky loser, ossia i giocatori che hanno perso nell'ultimo turno ma che avevano una classifica più alta rispetto agli altri partecipanti che avevano comunque perso nel turno finale.
Le qualificazioni del torneo Torneo Godó 2005 prevedevano 28 partecipanti di cui 7 sono entrati nel tabellone principale.

## Teste di serie
1. Gaël Monfils (Qualificato)
2. Stan Wawrinka (Qualificato)
3. Jarkko Nieminen (Qualificato)
4. Alexander Waske (primo turno)
5. Rubén Ramírez Hidalgo (Qualificato)
6. Daniele Bracciali (primo turno)
7. Peter Luczak (primo turno)

1. Marc Gicquel (primo turno)
2. Michael Berrer (primo turno)
3. Juan Antonio Marín (primo turno)
4. Jan Frode Andersen (primo turno)
5. Iván Navarro (ultimo turno)
6. Albert Portas (Qualificato)
7. Daniel Elsner (ultimo turno)

## Qualificati
1. Gaël Monfils
2. Stan Wawrinka
3. Jarkko Nieminen
4. Albert Portas

1. Rubén Ramírez Hidalgo
2. Francisco Fogues-Domenech
3. Tejmuraz Gabašvili

## Tabellone

### Legenda
| - Q = Qualificato - WC = Wild card - LL = Lucky loser | - ALT = Alternate - SE = Special Exempt - PR = Protected Ranking | - w/o = Walkover - r = Ritirato - d = Squalificato |

### Sezione 1
|  | Primo turno | Primo turno         | Primo turno      | Primo turno | Primo turno |  |  | Ultimo turno | Ultimo turno        | Ultimo turno        | Ultimo turno | Ultimo turno |  |
|  |             |                     |                  |             |             |  |  |              |                     |                     |              |              |  |
|  | 1           | Gaël Monfils        | Gaël Monfils     | 6           | 6           |  |  |              |                     |                     |              |              |  |
|  |             | Michael Kohlmann    | Michael Kohlmann | 1           | 3           |  |  | 1            | Gaël Monfils        | Gaël Monfils        | 6            | 6            |  |
|  |             | Oscar Serrano-Gamez | 3                | 7           | 7           |  |  |              | Oscar Serrano-Gamez | Oscar Serrano-Gamez | 1            | 3            |  |
|  | 8           | Marc Gicquel        | 6                | 63          | 5           |  |  |              |                     |                     |              |              |  |

### Sezione 2
|  | Primo turno | Primo turno          | Primo turno          | Primo turno | Primo turno |  |  | Ultimo turno | Ultimo turno       | Ultimo turno       | Ultimo turno | Ultimo turno |  |
|  |             |                      |                      |             |             |  |  |              |                    |                    |              |              |  |
|  | 2           | Stan Wawrinka        | Stan Wawrinka        | 6           | 6           |  |  |              |                    |                    |              |              |  |
|  |             | Sébastien de Chaunac | Sébastien de Chaunac | 3           | 4           |  |  | 2            | Stan Wawrinka      | Stan Wawrinka      | 6            | 6            |  |
|  |             | Juan Antonio Marín   | 2                    | 6           | 6           |  |  |              | Juan Antonio Marín | Juan Antonio Marín | 3            | 4            |  |
|  | 10          | Francesco Aldi       | 6                    | 2           | 4           |  |  |              |                    |                    |              |              |  |

### Sezione 3
|  | Primo turno | Primo turno       | Primo turno       | Primo turno | Primo turno |  |  | Ultimo turno | Ultimo turno    | Ultimo turno | Ultimo turno | Ultimo turno |  |
|  |             |                   |                   |             |             |  |  |              |                 |              |              |              |  |
|  | 3           | Jarkko Nieminen   | Jarkko Nieminen   | 6           | 6           |  |  |              |                 |              |              |              |  |
|  |             | Marcel Granollers | Marcel Granollers | 1           | 1           |  |  | 3            | Jarkko Nieminen | 6            | 5            | 6            |  |
|  |             | Michael Berrer    | Michael Berrer    | 6           | 6           |  |  |              | Michael Berrer  | 2            | 7            | 2            |  |
|  | 9           | Andreas Seppi     | Andreas Seppi     | 3           | 2           |  |  |              |                 |              |              |              |  |

### Sezione 4
|  | Primo turno | Primo turno         | Primo turno | Primo turno | Primo turno |  |  | Ultimo turno | Ultimo turno   | Ultimo turno   | Ultimo turno | Ultimo turno |  |
|  |             |                     |             |             |             |  |  |              |                |                |              |              |  |
|  |             | Boris Pašanski      | 4           | 7           | 6           |  |  |              |                |                |              |              |  |
|  | 4           | Alexander Waske     | 6           | 5           | 3           |  |  |              | Boris Pašanski | Boris Pašanski | 4            | 4            |  |
|  | 13          | Albert Portas       | 5           | 6           | 6           |  |  | 13           | Albert Portas  | Albert Portas  | 6            | 6            |  |
|  |             | Didac Perez-Minarro | 7           | 2           | 2           |  |  |              |                |                |              |              |  |

### Sezione 5
|  | Primo turno | Primo turno           | Primo turno           | Primo turno | Primo turno |  |  | Ultimo turno | Ultimo turno          | Ultimo turno          | Ultimo turno | Ultimo turno |  |
|  |             |                       |                       |             |             |  |  |              |                       |                       |              |              |  |
|  | 5           | Rubén Ramírez Hidalgo | Rubén Ramírez Hidalgo | 6           | 6           |  |  |              |                       |                       |              |              |  |
|  |             | Bartolome Salva-Vidal | Bartolome Salva-Vidal | 2           | 3           |  |  | 5            | Rubén Ramírez Hidalgo | Rubén Ramírez Hidalgo | 6            | 6            |  |
|  |             | Jan Frode Andersen    | 3                     | 7           | 7           |  |  |              | Jan Frode Andersen    | Jan Frode Andersen    | 1            | 2            |  |
|  | 11          | Marco Chiudinelli     | 6                     | 6(1)        | 64          |  |  |              |                       |                       |              |              |  |

### Sezione 6
|  | Primo turno | Primo turno               | Primo turno               | Primo turno | Primo turno |  |  | Ultimo turno | Ultimo turno              | Ultimo turno              | Ultimo turno | Ultimo turno |  |
|  |             |                           |                           |             |             |  |  |              |                           |                           |              |              |  |
|  |             | Francisco Fogues-Domenech | Francisco Fogues-Domenech | 6           | 6           |  |  |              |                           |                           |              |              |  |
|  | 6           | Daniele Bracciali         | Daniele Bracciali         | 3           | 3           |  |  |              | Francisco Fogues-Domenech | Francisco Fogues-Domenech | 6            | 6            |  |
|  | 12          | Iván Navarro              | 4                         | 6           | 7           |  |  | 12           | Iván Navarro              | Iván Navarro              | 1            | 4            |  |
|  |             | Gorka Fraile              | 6                         | 4           | 69          |  |  |              |                           |                           |              |              |  |

### Sezione 7
|  | Primo turno | Primo turno           | Primo turno           | Primo turno | Primo turno |  |  | Ultimo turno | Ultimo turno       | Ultimo turno | Ultimo turno | Ultimo turno |  |
|  |             |                       |                       |             |             |  |  |              |                    |              |              |              |  |
|  |             | Tejmuraz Gabašvili    | 6                     | 1           | 7           |  |  |              |                    |              |              |              |  |
|  | 7           | Peter Luczak          | 3                     | 6           | 610         |  |  |              | Tejmuraz Gabašvili | 6            | 1            | 7            |  |
|  | 14          | Daniel Elsner         | Daniel Elsner         | 6           | 6           |  |  | 14           | Daniel Elsner      | 1            | 6            | 5            |  |
|  |             | Roberto Velilla-Jerez | Roberto Velilla-Jerez | 1           | 2           |  |  |              |                    |              |              |              |  |